# 초임계압 경수 냉각로

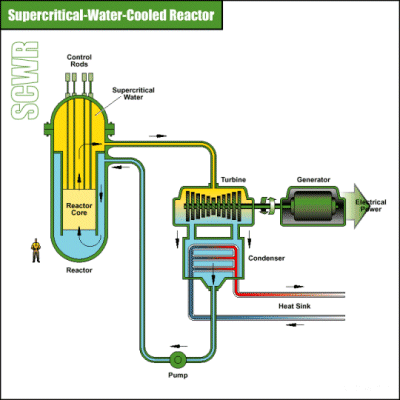
초임계압 경수 냉각로

초임계압 경수 냉각로(Supercritical Water Reactor, SCWR)는 4세대 원자로 중 하나로, 냉각재와 감속재로 초임계수를 사용하는 원자로이다. 이 원자로는 현재의 가압수형 원자로와 비등수형 원자로의 특징을 가지고 있다. 초임계압 경수 냉각로는 경수로 기술과 최신 화력발전 기술인 초임계압 기술을 합친것으로, 일반 열 원자로에 비해 열효율이 더 높다는 장점을 가지고 있으며, 현재 13개국 32개 단체에서 연구 중에 있다.

## 디자인

### 감속재
초임계압 경수 냉각로는 경수를 감속재로 사용한다. 초임계수는 냉각 튜브에 삽입되어 중성자 반사재와 노심의 감속재역할을 맡게 된다. 초임계압 경수 냉각로는 부분적으로 중성자 감속이 부분적으로 되므로, 고속로에 포함할 수도 있다. 고속반응로에는 여러 가지 장점이 있는데, 첫 번째로는 같은 크기의 원자로보다 더 높은 출력을 얻을 수 있다는 점, 두 번째로는 핵변환에 의한 반감기가 긴 방사성 동위원소발생이 적다는 것, 우라늄을 다른 원자로보다 좀 더 활용할 수 있다는 점등이 있다.

### 연료
초임계압 경수 냉각로의 연료는 일반 경수로와 비슷하나, 특정한 지역의 수압과 압력의 차이로 인한 핫스팟의 위험을 줄이기 위해 채널화된 비등수형 원자로의 연료와 비슷하게 어셈블리된 연료를 사용한다. 왜냐하면 경수로에 사용된 지르코늄은 농축된 우라늄에서 클래딩을 통한 중성자 흡수의 증가를 견디지 못하고 부식되기 때문이다. 이와 같은 초임계상황에서 연료봉은 부식성에 강해야 할 뿐만 아니라 특정한 상황(기계 고장, 찌그러져 붕괴, 고압에 의한 손상, 휘어버려 고장)일 때 연료를 지킬 수 있도록 강해야 한다. 이러한 초임계 상황에서 연료봉에 주로 스테인리스강 또는 니켈 합금을 사용한다. 또한 부식성을 감소시키기 위해 물에 수소를 더하기도 한다.

### 냉각재
냉각재는 초임계수이다. 압력이 낮은 물은 보이드(거품)을 생성하여 감속효과를 떨어뜨리며, 원자로의 출력조절의 예측과 조정에 어려움을 겪게 된다. 그러나, 압력이 초임계상태까지 올라가게 되면, 증기와 기체가 같은 밀도를 지니며, 또한 구분이 안 된다. 이로 인해서 핵분열로 얻은 열을 더 빨리 전기로 변환시킬 것으로 기대되고 있다. 또한, 일반 경수로에 필요한 증기발생기나, 분리기가 필요가 없게 되어 건축비용이 감소됨은 물론 신뢰도와 안전까지 높아지게 된다.

### 제어
초임계압 경수 냉각로는 가압수형 원자로와 마찬가지로 원자로 위에서 제어봉을 삽입하여 원자로를 제어하게 된다.

## 장점 & 단점

### 장점
1. 일반 경수로가 33%의 열효율을 보이는데 비해, 초임계압 경수 냉각로는 45%라는 높은 열 효율을 약속한다.
2. 초임계유체 냉각재는 높은 엔탈피를 보여준다.
3. 초임계압 경수 냉각로는 지금의 순환 펌프, 가압기, 증기 발생기, 증기 분류기와 건조기가 필요가 없다.

### 단점
1. 초임계압 경수 냉각로에 들어가는 재료들은 구하기 힘들고, 비쌀뿐만 아니라, 아직 존재하지 않는다.
2. 불안정 상태를 피하기 위한 특유의 가동 절차
3. 초임계압에서의 핵화학과정이 밝혀지지 않았다.

## 같이 보기
- 4세대 원자로
- 증식로
- 3세대 원자로

## 참고 자료
- INL SCWR page'
- INL presentation (Portable Document Format|PDF).
- INL Progress Report for the FY-03 Generation-IV R&D Activities for the Development of the SCWR in the U.S. (Portable Document Format|PDF).
- Generation IV International Forum SCWR website.
- INL SCWR workshop summary (Portable Document Format|PDF).